# Keeranur
Keeranur là một thị xã panchayat của quận Dindigul thuộc bang Tamil Nadu, Ấn Độ.

## Nhân khẩu
Theo điều tra dân số năm 2001 của Ấn Độ, Keeranur có dân số 6296 người. Phái nam chiếm 49% tổng số dân và phái nữ chiếm 51%. Keeranur có tỷ lệ 57% biết đọc biết viết, thấp hơn tỷ lệ trung bình toàn quốc là 59,5%: tỷ lệ cho phái nam là 63%, và tỷ lệ cho phái nữ là 50%. Tại Keeranur, 12% dân số nhỏ hơn 6 tuổi.